# 황성원

황성원(黃性元, ? ~ 1667년)은 조선 시대의 문신이다. 본관은 장수(長水)이며, 아버지는 기(愭), 할어버지는 충헌(忠獻)이다. 자녀는 5남 1녀로 진(縉), 흘(紇), 민(䋋), 선(繕), 찬(纉) 이고, 사위는 원필형(元必亨)이다.

## 생애
1627년(인조 6년)에 허적(許樀) 등과 함께 유효립(柳孝立)이 역모를 꾀하고 있는 사실을 알아차려 조정에 고변한 공으로 영사공신(寧社功臣) 2등에 책봉되었으며, 이 당시 제작된 황성원 초상이 전해진다.